# Spàsskoie (Vorónej)
|  | Per a altres significats, vegeu «Spàsskoie». |

Spàsskoie (en rus: Спасское) és un poble de l'óblast de Vorónej, a Rússia, segons el cens del 2010 tenia 16 habitants.